# رویال گولد
رویال گولد (انگلیسی: Royal Gold) شرکت استخراج معدن آمریکایی است، که در سال ۱۹۸۱ تأسیس شد.